# Акуидакт — Норт-Кондуит-авеню (линия Рокавей, Ай-эн-ди)
|   |   |   |   |   |   |
| · | · | · | · | · | · |

|   |   |   |   |   |   |
| · | · | · | · | · | · |

«Акуидакт — Норт-Кондуит-авеню» (англ. Aqueduct–North Conduit Avenue) — станция Нью-Йоркского метрополитена, расположенная на линии Рокавей, Ай-эн-ди. Станция находится в Куинсе, в районе Озон-Парк, рядом с перекрёстком Норт-Кондуит-авеню и Коханси-стрит. На станции останавливаются маршруты A (круглосуточно) и S (челнок Рокавей-парка, в выходные летом).
Станция открыта в 1883 году в составе пригородной железной дороги LIRR. Использовалась до 29 ноября 1939 года. Станцию планировали снести, но решели переобустроить. В 1955 году компания МТА приобрела большинство линий на Рокавее. Дороги переделали под метрополитен. Открытие станции состоялось 28 июня 1956 года.
Станция представляет собой две боковых платформы, расположенные на четырёхпутном участке линии. Боковые платформы приставлены к внешним путям. Два центральных пути не используются для движения поездов и находятся в упадочном состоянии. Сами платформы на 60 метров длиннее стандартной платформы IND. Станция отделена высоким бетонным забором. Название станции представлено только в виде чёрных табличек на стенах.
Станция имеет два выхода. Главный, открытый всё время — южный. Турникеты располагаются в мезонине. Выход приводит к Норт-Кондуит-авеню. Второй выход — северный — открыт только в дни скачек на ипподроме «Акуидакт-Рейстрак». Этот выход не обозначен на станции. Турникеты расположены на платформе. Далее лестницы ведут в пешеходный переход под путями.

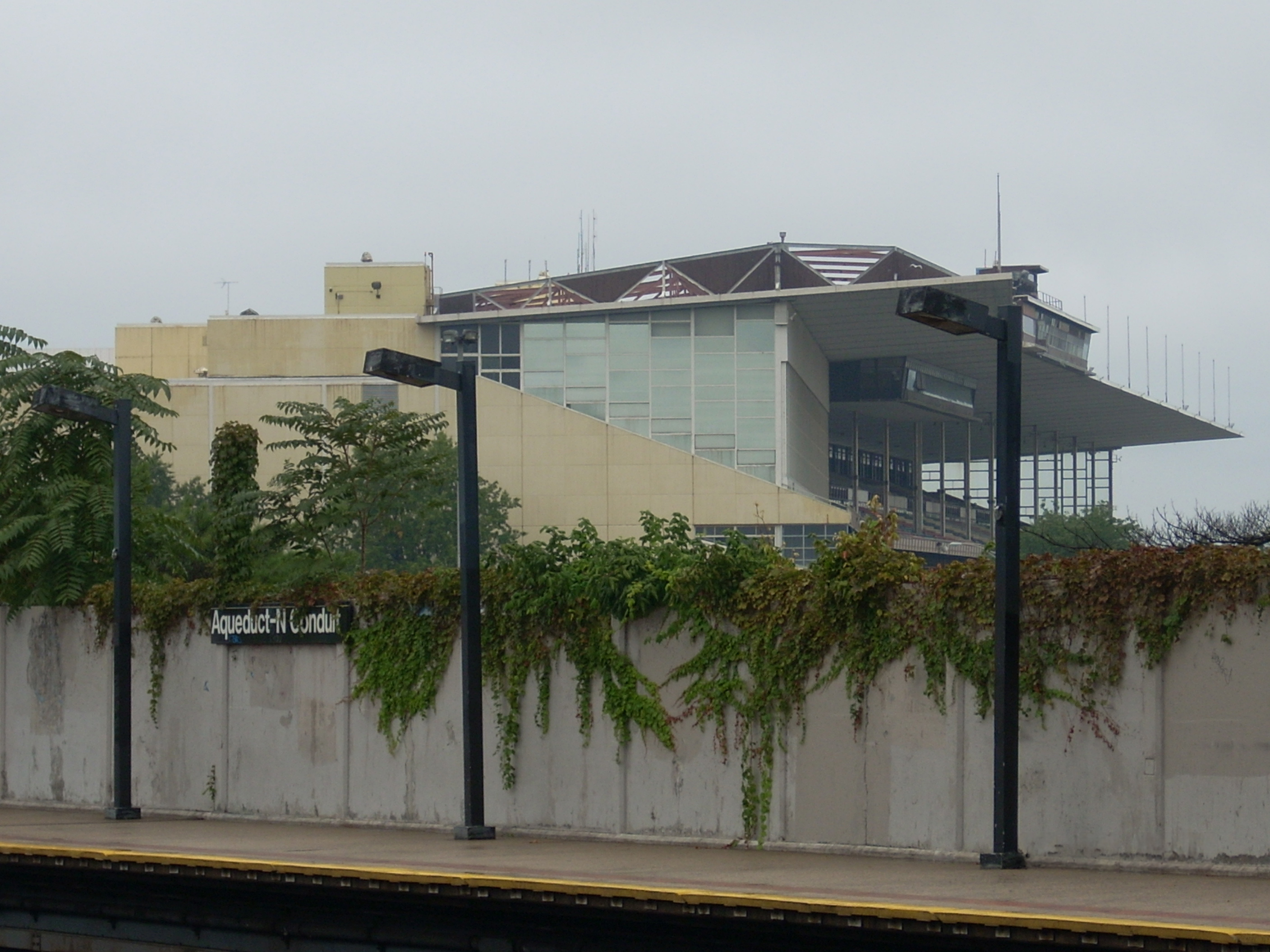
Вид на ипподром со станции